# Székely László (labdarúgóedző)
Székely László  (1910 – 1969. november 27.) magyar labdarúgó, edző.

## Pályafutása

### Játékosként
1925 és 1929 között a Nagyváradi AC csapatában játszott a román bajnokságban. 1945–46-ban az MTK csapatában fejezte be az aktív játékot.

### Edzőként
1950-ben az izraeli és 1957-ben a török válogatott szövetségi kapitánya volt. Osztrák, olasz, brazil és török klubcsapatoknál dolgozott vezetőedzőként. Legnagyobb sikerét a Fenerbahçe csapatával érte el, amikor az 1960–61-es idényben török bajnoki címet nyert a csapattal.

## Sikerei, díjai

### Edzőként
Fenerbahçe
- Török bajnokság
  - bajnok: 1960–61